# Вја Арезе (Милано)
Вја Арезе је насеље у Италији у округу Милано, региону Ломбардија.
Према процени из 2011. у насељу је живело 45 становника. Насеље се налази на надморској висини од 158 м.